# Haimar Etxeberria
Haimar Etxeberria Ansalas (Irun, 8 september 2003) is een Spaans wielrenner.

## Carrière
Als tweedejaars junior nam Etxerberria deel aan zowel de tijdrit als de wegwedstrijd op het wereldkampioenschap.
Tussen 2022 en 2024 reed Etxeberria achtereenvolgens voor de opleidingsploegen van Caja Rural-Seguros RGA, EOLO-Kometa en Equipo Kern Pharma.
In 2025 werd Etxeberria prof bij Equipo Kern Pharma, dat hem na een stageperiode overhevelde vanuit hun opleidingsploeg. Zijn seizoensdebuut maakte hij in de Grote Prijs Castellón, waar hij twintigste werd. Later dat voorjaar werd hij onder meer zestiende in de Clásica de Almería en vijftiende in de Cholet Agglo Tour. Eind juli behaalde hij zijn eerste professionele zege toen hij de Ronde van Castilië en León op zijn naam schreef. In een sprint bergop met zo'n achttien overgebleven renners bleek hij de sterkste en versloeg onder meer landgenoot Jesús Herrada.

## Overwinningen
2025
Ronde van Castilië en León

## Ploegen
- 2024 –  Equipo Kern Pharma (stagiair vanaf 1 augustus)
- 2025 –  Equipo Kern Pharma

Agirre · H. Aznar · U. Aznar · Berrade · Brustenga · Castrillo · Cobo · Elosegui · Fernández · Galván · García Pierna · Gutiérrez · Iribar · Jaime · López · Marquez · Miquel · Parra · Retegi · Ruiz · Sánchez · Soto · Uriarte · van der Tuuk · Azanza (stagiair) · Carrascosa (stagiair) · Etxeberria (stagiair)